# Ubaoner
Ubaoner, altägyptisch Uba-iner, ist der Name eines fiktiven altägyptischen Zauberers, der in einer der fünf Sagen des Papyrus Westcar (Mittleres Reich) auftritt und gemäß der Erzählung am Hofe des Königs (Pharao) Nebka (3. Dynastie) ein Wunder vollbringt.

## Die literarische Person
Ubaoner erscheint nur in der zweiten Geschichte des Papyrus Westcar – historisch oder gar archäologisch belegt ist er nicht. Allerdings ist diese literarische Figur für die Ägyptologie von einiger Bedeutung, da hier ein klassischer Fall von Ehebruch seitens der Ehefrau und eine für das Alte Ägypten übliche Bestrafung, in diesem Falle Hinrichtung, dafür geschildert werden. Dabei wird ein auffallend positives Charakterbild von König Nebka gezeichnet: Er, Nebka, ahndet in seiner Rolle als gerechter Richter konsequent begangenes Unrecht, beziehungsweise unethisches Verhalten (eben den geschilderten Ehebruch).

## Die Geschichte von Ubaoner
Dem Papyrus zufolge wird Ubaoner von seiner Ehefrau mit einem einfachen Bürger betrogen. Um den Bürger zu bestrafen, fertigt Ubaoner ein Wachskrokodil an, das sich in ein echtes verwandelt und den Bürger letzten Endes auffrisst. Seine untreue Ehefrau überlässt er dem Gericht des König Nebka, der seinerseits die Ehebrecherin zum Tode verurteilt.